# Бромелієві
Бромелієві (Bromeliaceae) — родина однодольних квіткових рослин порядку бромелієцвітих. Має в своєму складі близько 3 тис. видів: підродина Bromelioideae включає 31 рід, 724 види; до складу підродини Pitcairnioideae входить 16 родів, 946 видів. Підродина Tillandsioideae є найбільшою серед усіх бромелієвих і включає 9 родів, 1100 видів. Представники родини поширені в тропічних і субтропічних областях Америки світі і тільки один вид — Pitcairnia feliciana (A.Chevalier) Harms & Mildbraed — зустрічається в тропічній Західній Африці.
Бромелієві поширені у всіх кліматичних зонах тропічного і частково субтропічного поясів Америки: від вологих вічнозелених лісів до пустель, від рівня моря до висоти 4200 м над рівнем моря. Відповідно вони можуть бути знайдені в горах Анд, від Чилі до Колумбії, в прибережних пустелях Перу, в лісових областях Південної і Центральної Америки. Половина видів — епіфіти (наприклад, іспанський мох, Tillandsia usneoides), деякі — літофіти, але є і наземні трав'янисті рослини.

## Опис рослин
Переважно всі бромелієві багаторічні трави. Стебла зазвичай вкорочені. Будова кореня залежить від його функцій — прикріплення до субстрату і живлення, або тільки прикріплення до субстрату, як у епіфітних бромелієвих, у яких корені не контактують із ґрунтом і розташовуються в пазухах листків. Листки у бромелієвих можуть бути великими — понад 1 м, середніми (50 — 100см) або мініатюрними — 1 — 2 см; черговими, багаторядними, у деяких тіляндсій і декількох видів підродини бромелієвих — дворядними; зібрані у базальні розетки. Форма листків — лінійна, мечеподібна, вузько широколінійна, ланцетна, трикутна, вузько еліптичні з черешками та без них. Краї листкової пластини — цілокраї або колючопильчасті, з зубчиками різної форми. Листки зазвичай більш-менш ксероморфні, з товстою кутикулою і розвиненою водоносною паренхімою між епідермою і хлоренхімою.
Суцвіття — прості чи складні, головчасті, колосоподібні, волоть, рідко квітки поодинокі. Приквітки зазвичай добре розвинені і яскраво забарвлені, іноді яскравіші за квітки. У деяких бромелій квітуче стебло сильно вкорочене і суцвіття розташоване в центрі розетки базальних листків, оточене покривалом яскравих приквітників. Квітки двостатеві або ж іноді одностатеві, більшість актиноморфні, майже завжди тричленні, але в деяких однобічних суцвіттях, особливо висячих, спостерігається тенденція до зигоморфності. Оцвітина зазвичай з добре розрізненими між собою чашечкою і віночком, кожний з яких складається з трьох сегментів, тичинок три або шість, маточка складається з трьох зрослих плодолистків, гунецей синкарпний. Тичинкові нитки зазвичай вузьколанцетоподібні, а пиляки лінійні, рухомі, прикріплені основою чи спинкою, що відкриваються інтрорзно продольною щілиною. Плід септицидна коробочка або ягода (частіше у підродині Bromelioideae). У ананаса (Ananas Mill.) і близького до нього роду псевдоананас (Pseudananas Hassl. ex Harms) окремі ягоди зростаються в супліддя. Насінинки дрібні, різноманітні за формою: яйцеподібні, лінійні або лінзоподібні; зі значним борошнистим ендоспермом всередині і маленьким, але іноді і доволі великим, зародком. Насіння, що розвивається в коробочках, крилате або ж має чубок з волосків.

## Підродина Піткернієві (Pitcairnioideae)
Піткернієві — найпримітивніша підродина бромелієвих. Це майже завжди наземні трави, рідко чагарникові рослини (Девтерохнія), зазвичай з функціональним корінням. Зав'язь верхня або майже верхня і лише у небагатьох видів, наприклад, у Піткернії — нижня. Плід завжди сухий, коробочка (зазвичай септицидна) або рідко нерозкривна. Насіння дрібне й легке, майже завжди забезпечене цільними придатками, які відсутні лише у Піткернії афеландріквіткової (Pitcairnia aphelandriflora). Підродина включає 13 родів, найважливішими з яких є: Пуйя, Піткернія, Навія і Дікія.
У роді Пуйя близько 170 видів, поширених переважно в сухих областях, головним чином в Андах. Це наземні безстеблові або частіше довгостеблові, часто гігантські трави; стебла прості або гіллясті, іноді разом із суцвіттями, які досягають у висоту кількох метрів. Листя в густих розетках, шкірясті, по краях колючі, зазвичай з широкими піхвами. Чашолистики і пелюстки вільні, після цвітіння закручуються спірально. Тичинки вільні, дещо коротші за пелюстки. Коробочка локуліцидна і зазвичай з запізненням септицидна. Насіння велике, з дорзально-апікальним крилом. Види Пуйї ростуть переважно на скелястих схилах в горах. Деякі види Пуйї відіграють дуже помітну роль в рослинному покриві і нерідко є ландшафтними рослинами. Багато видів мають декоративне значення.
У близькому до Пуйї роді Піткернія близько 260 видів. Вони широко поширені в тропічних областях Південної та Центральної Америки. Невеликі або великі, здебільшого надземні трави, безстеблові або рідше з більш-менш довгими стеблами, дуже різного вигляду. Деякі види Піткернії мають декоративне значення.
Рід Навія, що нараховує близько 75 видів, поширений в Південній Америці, в областях на північ від Амазонки. Він представлений травами дуже різного вигляду і розміру, від високих розлогих рослин, що досягають у висоту 4-5 м, до низьких, нерідко подушкоподібних форм. Цікаво, що один з низьких, безстеблових і, ймовірно, однорічних видів Навії (Навія скельна — Navia rupestris) був описаний відомим американським ботаніком Глісоном (1929) як вид Тофілдії, тобто був віднесений до зовсім іншої родини і навіть іншого порядку.
У роді Дікія понад 100 видів, поширених виключно в Південній Америці, головним чином в східних і південно-східних її частинах. Це дрібні або великі трави з товстими, часто повзучими кореневищами. Листя в густих розетках, зазвичай з широкими, досить м'ясистим піхвами.

## Підродина Тілландсієві (Tillandsioideae)
Підродина Тілландсієві складається з трав'янистих рослин, які ведуть здебільшого епіфітний спосіб життя. Коріння часто функціонує тільки для прикріплення до субстрату і іноді повністю відсутнє. Листя в розетках або в пучках, або ж розташоване уздовж стебла, цілокрає. Зав'язь верхня або майже верхня (за винятком роду Гломеропіткернія — Glomeropitcairnia). Плід — септицидна коробочка. Насіння з придатками. Найважливіші роди — Тілландсія, Фрізея, Гусманія.
Рід Тілландсія, що нараховує більше 400 видів, поширений по всьому ареалу родини. Він виходить відносно далеко за межі тропічної зони, досягаючи помірних областей Північної та Південної Америки. За винятком «іспанського моху», всі види Тілландсії — прямостоячі рослини. Одні з них мають більш-менш добре розвинений стебло, інші ж безстеблові. Листя в розетках або в пучках або ж розподілене уздовж стебла. Як форма пластинки листя, так і тип суцвіття дуже варіюють. Іноді все суцвіття редуковане до однієї квітки. Чашолистки вільні або більш-менш зрослися. Пелюстки вільні. Найбільш відомим представником роду є «іспанський мох», який завдяки своїм дуже тонким, довгим (нерідко досягає 8м), гіллястим пагонам, звисаючим з гілок дерев, дійсно нагадує всім відомий лишайник уснею. Своїм виглядом він сильно відрізняється від всіх інших Тілландсій, особливо від розеткових «цистернових» епіфітів. Як показав П. В. Томлінсон (1970), своєрідна життєва форма Тілландсії уснеєподібної пояснюється її неотенічним походженням. Порівнюючи «іспанський мох» з ювенільною стадією розвитку деяких інших Тілландсій, Томлінсон дійшов висновку, що дорослі особини цього виду подібні з їх проростками. Але, як стверджував П. В. Томлінсон, «іспанський мох» не просто перманентна ювенільна форма вихідних «цистернових» Тілландсій, але ювенільний фаза, що спеціалізувалася в абсолютно своєрідному напрямку. Ці ознаки спеціалізації включають такі зміни, як подовження міжвузля, що разом з втратою здатності до геотропічної реакції і відсутністю механічної підтримки визначило висячий спосіб життя. Дорослі особини рано чи пізно втрачають коріння, хоча у проростків коріння зазвичай є. На відміну від більш великих Тілландсій, з суцвіттями у вигляді волоті, квітки «іспанського моху» поодинокі, розташовані на верхівках пагонів.
До Тілландсії дуже подібний рід Фрізея, що включає близько 250 видів, поширених від Центральної Америки і Західної Індії до Аргентини і крайнього півдня Бразилії. Це безстеблові і зазвичай епіфітні багаторічні трави з розетками жорстких суцільнокрайових листків. Суцвіття різного типу, здебільшого колос. Чашолистки вільні або майже вільні, пелюстки вільні або зрослися в трубку, яка значно коротша за чашечку. На відміну від Тілландсії, біля основи кожної пелюстки є 2 луски. Зав'язь верхня або майже верхня. Насіння з придатком. Ряд видів Фрізи має декоративне значення. Одним з найбільш декоративних видів є Фрізея красива (Vriesea speciosa).
З Тілландсією має багато спільного рід Гусманія. У ньому близько 130 видів, поширених у Південній і Центральній Америці, а Гусманія одноколоскова (Guzmania monostachya) досягає Південної Флориди.

## Підродина Бромелієві (Bromelioideae)
Підродина бромелієві — найбільша в родині і за кількістю видів приблизно дорівнює двом першим, разом узятим. У неї входять трави, часто епіфітні, зазвичай безстеблові. Коріння в основному функціонуює тільки для прикріплення до субстрату. Листки в розетках або пучках. Зав'язь нижня. Плоди ягодоподібні, але часто сухі. Насіння, як правило, без придатків, рідко з придатками. Головні роди — Неорегелія (Neoregelia), Нідуларіум (Nidularium), Бромелія, Більбергія, Ехмея і Ананас. Центром різноманітності підродини бромелієвих є Східна Бразилія.
Рід Неорегелія містить більше 50 видів, поширених в тропіках Південної Америки. Листя в густих розетках, а квітконос короткий, повністю укладений в розетку. Серед видів Неорегелії є ряд дуже декоративних рослин. До Неорегелії дуже близький рід Нідуларіум (23 види).
Рід Бромелія (близько 50 видів) представлений наземними травами з розеткою жорстких листків і квітками, зібраними в головки або волоті.
До роду Ехмея відноситься більше 170 видів епіфітних трав, поширених у Західній Індії та Південній Америці. Листки у них в розетках або пучках, жорсткі. Деякі види Ехмеї характеризуються великими, яскраво забарвленими приквітками, що надає їм особливу декоративність. Одним з найбільш декоративних видів є Ехмея королеви Марії (Aechmea mariae-reginae) з Коста-Рики.
До Бромелії близький рід Ананас, який містить 8-9 видів, розповсюджених у Південній Америці на південь до Аргентини і Парагваю. Це наземні трави з коротким стеблом, розеткою базальних сукулентних і по краях колючозубчастих листків. Після запліднення суцвіття ананаса перетворюється на компактне супліддя, що складається з зрощених між собою плодів, приквітків і осей суцвіття. Майже у всіх видів ананаса, за винятком Ананаса потворного (Ananas monstrosus), головна вісь супліддя продовжує рости і утворює на верхівці супліддя розетку листя (корону).
Культурний ананас відноситься до виду Ананас крупногребінцевий (Ananas comosus)), який росте в дикому вигляді в Центральній Бразилії. Соковиті і запашні золотисто-жовті супліддя культурних сортів ананаса відрізняються високими смаковими якостями. Більшість культурних сортів характеризується самонесумісністю і зазвичай не утворює насіння, але при схрещуванні з деякими іншими сортами насіння нормально розвиваються.
Батьківщиною культурного ананаса є, ймовірно, Бразилія, звідки ще в доісторичні часи його вирощування поширилося як на південь, так і на північ до Центральної Америки. Вже відразу після відкриття Америки культура ананаса проникла в багато країн світу, спочатку головним чином завдяки португальцям. Вони інтродукували ананас на острів Святої Олени незабаром після його відкриття в 1502 р. Услід за цим португальці перенесли культуру ананаса в різні частини Африки і на Мадагаскар і близько 1550 р. — до Індії. До кінця XVI ст. культура ананаса встигла поширитися в більшість тропічних країн, включаючи деякі острови Тихого океану. В Європу ананас був доставлений близько 1650 р., де з тих пір його вирощують в оранжереях. У 1769 р. капітан Кук завіз ананас на острів Таїті. Відносно швидке поширення культури ананаса пояснюється не тільки виключно високими смаковими якостями його суплідь, але і легкістю його розмноження за допомогою швидко вкорінюючих корон на верхівках суплідь. В даний час ананас широко культивується в багатьох тропічних і субтропічних країнах обох півкуль. Особливо великі плантації ананаса на Гавайських островах, що постачають близько 30 % всієї світової продукції. Великі площі ананас займає також у Бразилії, Мексиці, на Філіппінах, Кубі і на острові Тайвань. Досить значні плантації ананаса також на Азорських островах. Ананас вживають в їжу як в сирому, так і в консервованому вигляді (у власному соку). З нього отримують дуже приємний на смак і ароматний сік і готують також варення. Ананас є хорошим джерелом вітамінів А і В. Його розводять також для отримання з листя прядильного волокна, головним чином на Філіппінах і Тайвані.
Крім ананаса, в родині бромелієвих є й інші корисні для людини рослини, проте вони не мають такого великого значення, як ананас. Плоди деяких видів бромелії вживають в їжу місцеві жителі, в Колумбії індіанці їдять серцевину і молоді листки Пуйї, в Болівії і Аргентині використовують як овочі молоді пагони деяких Тілландсій, а в Пуерто-Рико — молоді квітконоси Бромелії пінгвін (Bromelia pinguin). Крім того, з плодів цього останнього виду роблять прохолодні напої.
Деякі бромелієві, наприклад вже згадана вище Бромелія пінгвін, є лікарською рослиною. Найбільше медичне значення має протеолітичний фермент бромелаїн, що добувається з плодів ананаса і деяких інших бромелієвих. Високий вміст цього протеолітичного ферменту в плодах пояснюється тим, що воно виникло як хімічний захист проти личинок комах, які перетравлюються перш ніж дозріє насіння (Дж. Л. Коллінз, 1958; Д. Бензінг, 1980). При консервуванні ананаса бромелаїн руйнується.
З різних видів бромелієвих добувають волокна, використовувані місцевими жителями для виготовлення одягу та снастей, особливо волокна з ананаса на Філіппінах, Ехмеї Магдоліни (Aechmea magdalenae) в Мексиці та Колумбії і Неоглазовії строкатої (Neoglazowia variegata) у Бразилії. Волокна ананаса досліджували також для виробництва паперу. «Іспанський мох» використовували як замінник кінського волосся в шпалерній справі. Шипи по краях листя Пуї чилійської (Puya chilensis) місцеві жителі використовують як рибальські гачки.
Дуже велике чисто естетичне значення бромелієвих. Багато хто з них розводять в теплих країнах у відкритому ґрунті, а в країнах з помірним або холодним кліматом в оранжереях і кімнатах як декоративні рослини. У бромелієвих красиві навіть і самі листки, як, наприклад, ряболисті форми ананаса, листя деяких видів Більбергії, розетки Дікії, Нідуларіума і Арегеліі (Aregelia).
Але бромелієві приносять не тільки користь людині. У деяких сухих тропіках вода в цистернах місцевих епіфітних і наземних бромелієвих служить місцем розмноження малярійних анофелесових комарів, що є певною перешкодою в боротьбі з малярією.
| Гібіскус | Це незавершена стаття про квіткові рослини. Ви можете допомогти проєкту, виправивши або дописавши її. |